# علم أحياء التناسل

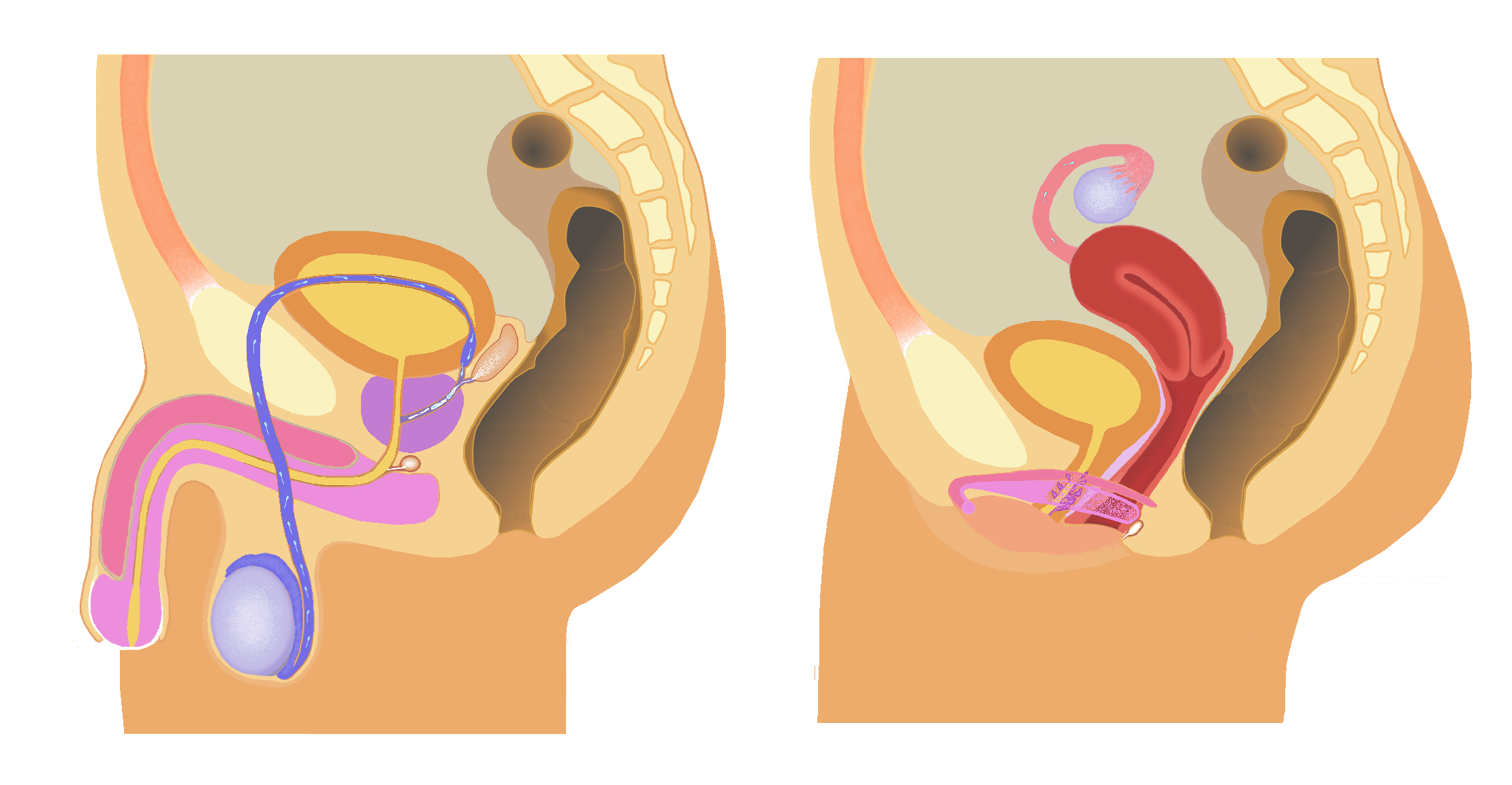
تمثيل تخطيطي لمقطع سهمي عبر الأعضاء التناسلية الذكرية والأنثوية في الإنسان، حيث يتم تلوين الأعضاء المتماثلة بنفس اللون لمقارنة بنيتها التشريحية.

يشمل علم أحياء التناسل (بالإنجليزية: Reproductive biology)‏ كلاً من التكاثر الجنسي واللاجنسي.
يتضمن ذلك عددًا كبيرًا من المجالات:
- جهاز تناسلي
- علم الغدد الصم
- بلوغ
- نضج جنسي
- تكاثر
- خصوبة